# Бариш Есен
Бариш Есен (3 листопада 1986, Анталья) – турецький шахіст, гросмейстер від 2010 року.

## Шахова кар'єра
У 2000–2006 роках багато разів грав за збірну Туреччини на чемпіонатах світу i Європи серед юніорів у різних вікових категоріях. Тричі здобував срібні нагороди в особистому заліку чемпіонатів Туреччини, у 2007, 2009 і 2013 роках.
Неодноразово представляв Туреччину на командних змаганнях, зокрема:
- тричі на шахових олімпіадах (2006, 2010, 2012)[2],
- двічі на командних чемпіонатах світу (2010, 2013)[3],
- чотири рази на командних чемпіонатах Європи (2005, 2007, 2009, 2013)[4],
- двічі на командних чемпіонатах Європи серед юніорів до 18 років (2001, 2002)[5].

2008 року переміг (разом з Шояатом Гане) на турнірі за швейцарською системою в Чанаккале. 2009 року поділив 1-ше місце (разом з Георгієм Багатуровим) у Салоніках. Гросмейстерські норми виконав у Анкарі (2009, поділив 1-ше місце разом з Мустафою Їльмазом), Салоніках (2010, поділив 1-ше місце разом з Крумом Георгієвив, Даніеле Вокатуро i Маріаном Петровим), а також Коньї (2010, поділив 3-тє місце позаду Тамаза Гелашвілі i Юрія Дроздовського, разом з Лучіаном-Костіном Міроном).
Найвищий рейтинг Ело дотепер мав станом на 1 вересня 2012 року, досягнувши 2588 пунктів, посідав тоді 4-е місце серед турецьких шахістів.

## примітки
1. ↑  Драган Солак wins Turkish Chess Championship 2013. Архів оригіналу за 2 жовтня 2017. Процитовано 1 жовтня 2017.
2. ↑  OlimpBase. Архів оригіналу за 24 вересня 2015. Процитовано 1 жовтня 2017.
3. ↑  OlimpBase. Архів оригіналу за 5 березня 2016. Процитовано 1 жовтня 2017.
4. ↑  OlimpBase. Архів оригіналу за 5 березня 2016. Процитовано 1 жовтня 2017.
5. ↑  OlimpBase. Архів оригіналу за 24 вересня 2015. Процитовано 1 жовтня 2017.
6. ↑  Rating Progress Chart: Esen, Baris. Архів оригіналу за 3 грудня 2013. Процитовано 1 жовтня 2017.

## Зміни рейтингу
| На цьому місці має відображатися графік чи діаграма, однак з технічних причин його відображення наразі вимкнено. Будь ласка, не видаляйте код, який викликає це повідомлення. Розробники вже працюють для того, щоби відновити штатне функціонування цього графіка або діаграми. | |
| | На цьому місці має відображатися графік чи діаграма, однак з технічних причин його відображення наразі вимкнено. Будь ласка, не видаляйте код, який викликає це повідомлення. Розробники вже працюють для того, щоби відновити штатне функціонування цього графіка або діаграми. |